# Con hoang hoàng gia

Biểu tượng ban đầu của John Beaufort, con trai của John của Gaunt, với một day chéo bên phải để biểu thị sự bất hợp pháp. Henry IV sau đó đã ban hành một sắc lệnh hợp pháp hóa Beaufort, nhưng cũng tuyên bố anh ta không đủ điều kiện để kế vị. Dù sao thì cháu trai vĩ đại của Beaufort Henry VII đã có thể sử dụng mối liên hệ này để giành lấy ngai vàng với tư cách là quốc vương Tudor đầu tiên.

Con hoang của hoàng gia (tiếng Anh: Royal bastard; tiếng Pháp: Bâtard royal; tiếng Đức: Königlicher Bastard) là một thuật ngữ phổ biến (bây giờ phần lớn đã bị loại bỏ khỏi cách sử dụng thông thường) để chỉ đứa con ngoài giá thú của một vị quân chủ đang trị vì (hoàng đế, vua, công tước, thân vương...). Những đứa trẻ này được coi là sinh ra ngoài cuộc hôn nhân chính thức, bất hợp pháp và vô thừa nhận bởi hoàng tộc.
Những người con ngoài giá thú đáng chú ý của hoàng gia bao gồm Henry FitzRoy (sau được phong Công tước xứ Grafton), con trai của Vua Henry VIII của Anh, và Công tước xứ Monmouth, con trai của Charles II của Anh. Họ Fitzroy của Anglo-Norman có nghĩa là con trai của một vị vua và được sử dụng bởi nhiều con cái hoàng gia vô thừa nhận, và bởi những người tuyên bố mình là con cái của hoàng gia. Ở nước Anh thời Trung cổ, huy hiệu của một người con ngoài giá thú hoàng gia được đánh dấu bằng một dải băng chéo/baton tội lỗi.
Các trường hợp con hoang hoàng gia hư cấu đáng chú ý bao gồm nhân vật huyền thoại Mordred, người thường được miêu tả là đứa con hoang phản diện của Vua Arthur. Một số miêu tả hư cấu về những đứa con hoang hoàng gia ít tiêu cực hơn, chẳng hạn như nhân vật Philip xứ Cognac trong vở kịch "Vua John" của Shakespeare.

## La Mã Cổ đại
Không giống như các hoàng tộc thời Trung cổ, người La Mã quan tâm đến tính kế thừa liên tục của họ hơn là huyết thống. Nếu một người đàn ông công nhận một đứa trẻ là con của mình, điều này sẽ được pháp luật công nhận, và vấn đề ai là cha ruột của đứa trẻ sẽ không còn bàn cải đến nữa. Nếu một đứa trẻ không được công nhận, chúng có thể bị nuôi dưỡng như một nô lệ, hoặc bị bỏ rơi ở một nơi hoang dã, hoặc chết do hạ thân nhiệt, đói khát hoặc bị động vật tấn công. Ví dụ, Hoàng đế Claudius ban đầu chấp nhận một cô bé là con gái của mình, nhưng sau đó từ chối và bỏ rơi cô bé. Không có ví dụ nào được ghi lại về việc các quý tộc trong thời cổ đại buộc tội các quý tộc khác là có con bất hợp pháp, như điều thường thấy trong các thời kỳ sau này.
Caesarion có thể là con ngoài giá thú của Julius Caesar với Cleopatra, cũng là đứa con duy nhất được biết đến của Caesar ngoài Julia.

## Vương quốc Bỉ
Một cuốn sách xuất bản vào tháng 02/2011 cho rằng Albert II của Bỉ có một người em gái cùng cha khác mẹ ngoài giá thú tên là Ingeborg Verdun, con gái của Vua Leopold III và vận động viên trượt băng người Áo-Bỉ Liselotte Landbeck.
Vào tháng 10/2020, con gái ngoài giá thú của Vua Albert II với Nữ Nam tước Sybille de Selys Longchamps đã được thừa nhận hợp pháp sau khi xét nghiệm DNA để được Tòa án phúc thẩm Bỉ công nhận là thành viên hoàng gia và ban tước hiệu Vương nữ Delphine của Bỉ. Cô Delphine Boël dự định đổi họ của mình thành Saxe-Coburg theo họ Vương thất Bỉ.